# Detección heterodina
En general la detección heterodina o demodulación heterodina consiste en trasladar la energía de parte del espectro a una frecuencia más baja (denominada “frecuencia intermedia”) antes de demodularla

## Óptica
En óptica, la '''detección heterodina''' consiste como se ha dicho en trasladar la energía de parte del espectro a una frecuencia más baja. Esta señal se mezcla sobre un elemento rápido no lineal (por ejemplo un fotodiodo) con la radiación monocromática de un oscilador local (láser) ...) cuya frecuencia es cercana a la de la señal por lo que su diferencia está en la banda de frecuencias intermedias (generalmente en el dominio de radiofrecuencia).

## Recepción de radio, TV ...
El principio de detección heterodina, también llamada superheterodina, establecido por el canadiense Reginald Fessenden, es idéntico al genèrico descrito anteriormente. Es el sistema más utilizado en receptores de radio o TV.

### Concepto básico
Es necesario reducir señal recibida a una frecuencia más baja para poder amplificarla y demodularla más fácilmente.

### Frecuencia intermedia
- F {\displaystyle _{S}} : frecuencia de la señal útil. Varía según la emisora o el canal que se va a recibir.
- F {\displaystyle _{O}} : frecuencia del oscilador local. Es variable.
- F {\displaystyle _{I}} : frecuencia intermedia. Es fija y mucho más baja que las dos anteriores.

F {\displaystyle _{O}} está configurada para obtener {\displaystyle |F{_{S}}-F{_{O}}|=F{_{I}}} . Cambiar de canal en un televisor consiste en cambiar la frecuencia del oscilador local.
Una frecuencia intermedia baja y fija permite tener una mejor selectividad con el uso de circuitos sintonizados fijos con banda de paso estrecha como transformadores de FI y filtros o resonadores de cerámica o cuarzo.

### Definiciones
Se dice que el receptor es infradino si {\displaystyle F{_{O}}<F{_{S}}} : lo que se consigue con el oscilador local a una frecuencia más baja que la frecuencia recibida.
Se dice que el receptor es supradino si {\displaystyle F{_{O}}>F{_{S}}} : lo que se consigue con el oscilador local a una frecuencia más alta que la frecuencia recibida

### Mezclador
Para convertir a la frecuencia intermedia, se lleva a cabo el producto de las 2 señales : {\displaystyle V{_{S}}*V{_{O}}} . Después del filtrado, se obtiene la señal V {\displaystyle _{S}} cambiado a la frecuencia F {\displaystyle _{I}} .

### Problema de las frecuencias imagen
El problema es que un receptor infradino también es un receptor supradino y viceversa:
Toda señal es recibida de manera que.{\displaystyle |F{_{S}}-F{_{O}}|=F{_{I}}}
Un diseño con un oscilador local en F {\displaystyle _{O}} por lo tanto recibe 2 frecuencias por defecto : F {\displaystyle _{O}} + F {\displaystyle _{S}} y F {\displaystyle _{O}} - F {\displaystyle _{S}} . La frecuencia no deseada (frecuencia imagen) debe estar fuera del ancho de banda del filtro de frecuencia intermedia.

### Conversión de doble frecuencia
Entonces necesitamos una F {\displaystyle _{I}} alta para alejar la frecuencia no deseada de la frecuencia que se va a recibir (la diferencia entre las dos es 2F {\displaystyle _{I}} ) pero también hace falta una F {\displaystyle _{I}} baja para que sea fácil de amplificar y demodular.
Por lo tanto, a menudo se usa una arquitectura heterodina de doble conversión donde la señal se transpone dos veces seguidas. F {\displaystyle _{I}1} es alta (aleja la frecuencia no deseada) ; F {\displaystyle _{I}2} es baja (facilita el procesamiento posterior).

## Bioacústica
La detección acústica heterodina se aplica en zoología para transponer los ultrasonidos emitidos por determinados animales (murciélagos u ortópteros por ejemplo) en rangos de frecuencias audibles y así facilitar la determinación de la especie animal emisora. Es una tecnología auxiliar de la bioacústica .